# Emil Torday
Emil Torday, né le 22 juin 1875 et mort le 9 mai 1931 est un anthropologue hongrois. Il est le père de la romancière Ursula Torday. Né à Budapest dans une famille de propriétaires terriens, Torday étudie à l'Université de Munich avant de travailler brièvement dans une banque à Bruxelles. Son intérêt pour l'anthropologie s'éveille lors de son séjour au Congo, où il commence à étudier les dialectes locaux et à explorer la culture Luba. Cette expérience jette les bases de sa carrière consacrée à l'étude approfondie des sociétés africaines.
Outre son travail sur le terrain, Torday contribue à la promotion de l'art africain en Europe. Il est récompensé par la médaille d'or impériale pour la science et l'art par l'empereur d'Autriche en 1910 pour ses réalisations dans le domaine de l'anthropologie. Après son retour en Europe, il continue à écrire et à publier sur ses expériences, élargissant ainsi l'accès du public à ses recherches.

## Biographie

### Jeunesse et formation
Emil Torday naît le 22 juin 1875 à Budapest, dans une famille de propriétaires terriens ayant des domaines dans la ville de Turda, qui devient ultérieurement, à la suite de changements de frontières, une partie de la Roumanie. Peu d'informations sont disponibles sur sa jeunesse ou son éducation, qui se déroulent en Hongrie et en Allemagne. Bien qu'inscrit à l'Université de Munich, il quitte l'établissement sans obtenir son diplôme et part pour Bruxelles, où il travaille temporairement dans une banque. Torday se révèle être un excellent linguiste, maîtrisant quinze langues, dont huit africaines,.

### Première expédition
La réputation d'Emil Torday repose en grande partie sur ses expériences en Afrique équatoriale où il voyage et travaille presque continuellement de 1900 à 1910. Après avoir occupé un poste administratif colonial au lac Mweru, dans le sud-est de l'État indépendant du Congo, Torday s'intéresse à la culture Luba. Son association avec le British Museum, formée lors d'une visite à Londres, influence toute sa carrière.
Pendant son séjour au Congo, il développe son intérêt pour l'anthropologie. Après son retour en Europe, il rencontre Thomas Athol Joyce, qui travaille au British Museum. De 1907 à 1909, il entreprend une expédition au nom du British Museum dans le bassin du fleuve Kasaï au Congo belge, où il amasse une collection de 3000 objets pour le musée, dont les plus acclamés proviennent du royaume de Kuba. L'expédition, également connue sous le nom d'expédition Torday-Hilton-Simpson, produit une grande collection de photos dépeignant la vie quotidienne dans les villages du bassin du Congo. Les photos de son expédition sont conservées au Musée d'ethnographie de Budapest. D'autres pièces remarquables de la collection sont trois figures royales Ndop qu'il a collectées,. Torday enregistre également des chansons folkloriques au gramophone lors de ses voyages successifs en Afrique de l'Ouest. Il parle huit langues locales,.
Le point central du travail ethnographique de Torday est son engagement avec les peuples Kuba dans le royaume Kuba, et surtout sa relation avec le Nyimi (roi) KotaPe (ou Kwete selon l'orthographe de Torday). Toujours défenseur des points de vue indigènes, Torday trouve chez les Kuba un royaume sophistiqué avec une somptueuse tradition artistique, et chez KotaPe un dirigeant impressionnant. De plus, les Kuba ont une histoire dynastique qui peut être reliée aux chronologies européennes : elle a été fondée au début du XVIIe siècle, datée dans la tradition orale d'un passage connu de la comète de Halley. Au Congo, au cœur même du "Cœur des ténèbres" de Conrad, Torday croit avoir "découvert" un royaume sur un pied d'égalité avec les dynasties européennes,.

### Après 1910
Après son retour en Europe en 1909, Torday commence à faire connaître les réalisations de son expédition. Il reçoit la médaille d'or impériale pour la science et l'art de l'empereur d'Autriche en 1910. En 1913, il passe plusieurs mois en tant que conférencier et conservateur à Philadelphie, mais établit principalement son activité à Londres. Une série d'articles, de monographies et de livres populaires paraissent, dont le plus connu est "Sur la piste des Bushongo" (1925). 
Le 17 mars 1910, Torday épouse Gaia Rose Macdonald, une Écossaise, et a une fille, Ursula (1912-1997), qui devient ensuite romancière sous le pseudonyme, entre autres, de Paula Allardyce. Une carrière médicale à l'hôpital de Londres est interrompue par le déclenchement de la guerre, au cours de laquelle Torday s'engage dans des actions humanitaires pour les prisonniers de guerre. Il continue ensuite en tant qu'anthropologue par ses écrits et son implication avec l'Institut International Africain, le Royal Anthropological Institute et Save the Children International. Son dernier travail substantiel est une autre étude ethnographique, "Sociologie descriptive : Races africaines" (1930),.
Le 9 mai 1931, il meurt d'une insuffisance cardiaque au French Hospital Shaftesbury Avenue, à l'âge de 55 ans,.

## Postérité

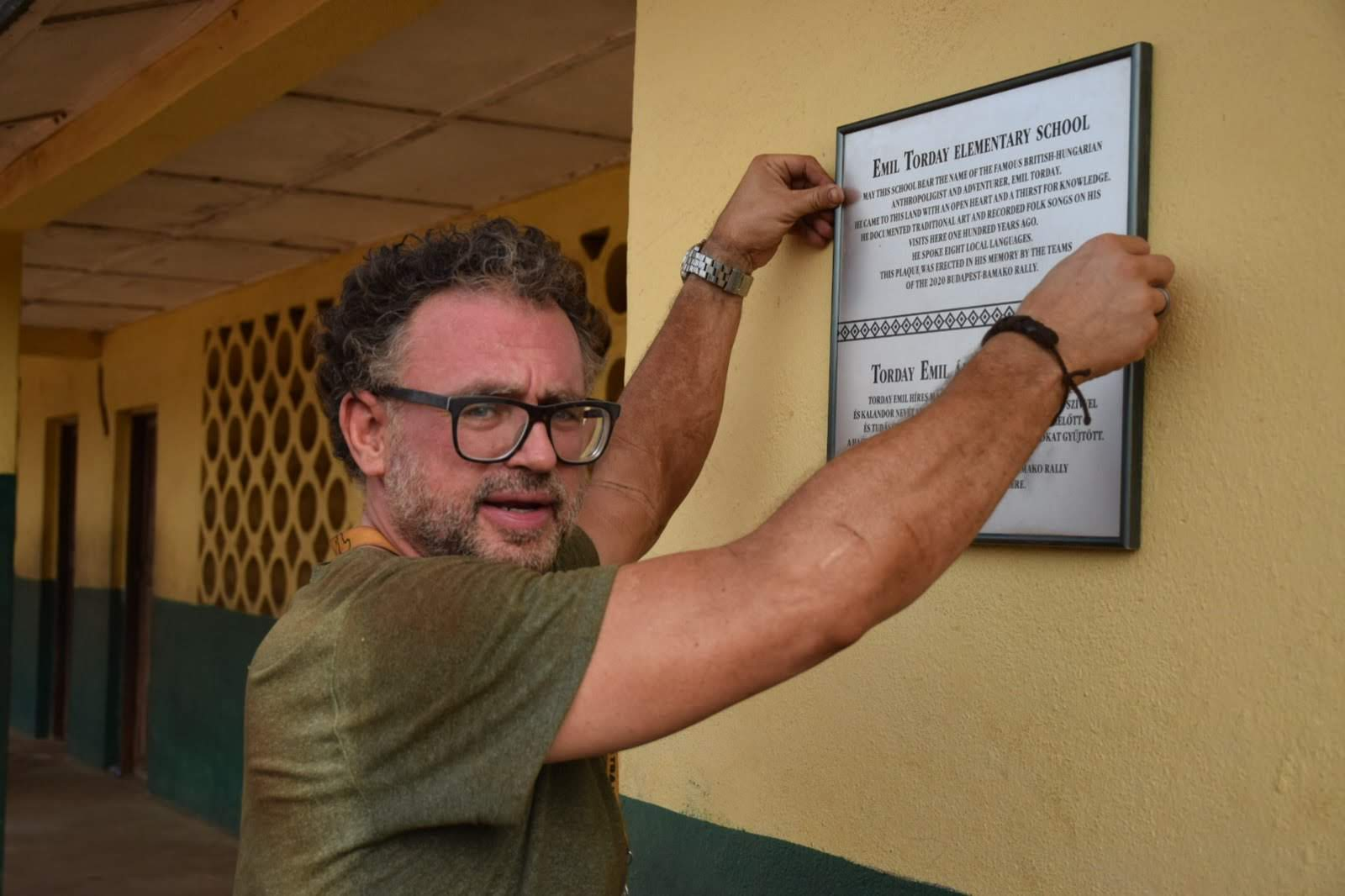
Andrew G Szabo de Budapest-Bamako nomme l'école primaire Emil Torday dans le village de Magbondoline en Sierra Leone

Son travail est reconnu en 1910 lorsqu'il reçoit la Médaille d'or impériale pour la science et l'art de l'empereur d'Autriche,.
L'influence d'Emil Torday sur l'anthropologie ultérieure n'est pas extensive. Il n'occupe aucun poste formel et ne s'intéresse pas aux grandes théories, contrairement à son contemporain et adversaire Leo Frobenius. Cependant, l'étendue et la valeur de son travail documentaire sur les cultures du Congo demeurent un point de référence essentiel. Une exposition de sa collection au Musée de l'Homme de Londres (partie du British Museum) en 1990 attire une nouvelle attention sur son œuvre. Son archive photographique est partagée entre ce dernier dépôt et le Royal Anthropological Institute, qui est le gardien de ses manuscrits,,.
Plus de 3000 objets collectés par Torday sont désormais conservés dans les collections du British Museum. 
En 2020, des participants au rallye caritatif Budapest-Bamako ont nommé une école en son honneur en Sierra Leone.